# بشقاب (فیلم ۲۰۰۰)
بشقاب (به انگلیسی: The Dish) فیلمی محصول سال ۲۰۰۰ و به کارگردانی راب سیتچ است. در این فیلم بازیگرانی همچون سم نیل، کوین هارینگتون، تام لانگ و پاتریک واربرتون ایفای نقش کرده‌اند.